# 캣 데닝스
캣 데닝스(Kat Dennings, 1986년 6월 16일 ~ )는 미국의 배우이다.

## 작품 목록

### 영화
- 다운 인 더 밸리 (2005)
- 40살까지 못해본 남자 (2005)
- 빅 마마 하우스 2 (2006)
- 찰리 바틀렛 (2007)
- 하우스 버니 (2008)
- 닉과 노라의 인피니트 플레이리스트 (2008)
- 토르: 천둥의 신 (2011) - 달시 루이스 역
- 토르: 다크 월드 (2013) - 달시 루이스 역

### 텔레비전
- 레이징 데드 (2001-02)
- 투 브로크 걸스 (2011-17) - 맥스 블랙 역
- 댈러스 & 로보 (2018)
- 완다비전 (2021) - 달시 루이스 역